# Алиев, Газрет Агаевич
Газре́т Ага́евич Али́ев (14 декабря 1922, Хнов, Самурский округ, Дагестанская АССР, РСФСР — 28 февраля 1981, Махачкала) — участник Великой Отечественной войны, войсковой разведчик 496-й отдельной разведывательной роты 236-й стрелковой дивизии 46-й армии Степного фронта, красноармеец.
Герой Советского Союза (1.11.1943), подполковник запаса.

## Биография
Родился 14 декабря 1922 года в рутульском селе Хнов, в крестьянской семье. В официальных советских источниках указан как лезгин по национальности. По данным археолога О. М. Давудова и газеты «Дагестанская правда», Алиев являлся представителем рутульцев — одного из лезгинских народов. Член КПСС с 1944 года. Получил неполное среднее образование. До войны работал в колхозе.
Призван в ряды Красной Армии в 1942 году. В этом же году на фронтах Великой Отечественной войны.
Разведчик Г. А. Алиев особо отличился в ночь на 26 сентября 1943 года, когда в составе разведгруппы из девятнадцати человек под командованием лейтенанта Шпаковского (звание Героя Советского Союза присвоено одним Указом с Алиевым) переправился через реку Днепр в районе села Сошиновка (Днепропетровская область). В течение ночи и дня группа отражала контратаки противника. Лично Алиевым в рукопашных схватках и огнём из автомата было уничтожено несколько десятков гитлеровцев. В последующих боях по расширению плацдарма отважный разведчик обеспечивал командование важными разведданными о неприятеле.
Указом Президиума Верховного Совета СССР от 1 ноября 1943 года «за успешное форсирование реки Днепр, прочное закрепление плацдарма на западном берегу реки Днепр и проявленные при этом отвагу и геройство» красноармейцу Алиеву Газрету Агаевичу присвоено звание Героя Советского Союза с вручением ордена Ленина и медали «Золотая Звезда».
В 1944 году Г. А. Алиев окончил курсы младших лейтенантов. С 1946 года лейтенант Алиев в запасе.
Жил и работал в Махачкале. Скончался 28 февраля 1981 года. Похоронен на Мусульманском кладбище Махачкалы.

## Награды
- Медаль «Золотая Звезда» Героя Советского Союза (№ 1937)
- Орден Ленина
- Орден Красной Звезды
- Медаль «За победу над Германией в Великой Отечественной войне 1941—1945 гг.»
- Юбилейная медаль «Двадцать лет Победы в Великой Отечественной войне 1941—1945 гг.»
- Юбилейная медаль «Тридцать лет Победы в Великой Отечественной войне 1941—1945 гг.»

## Память
В Рутульском районе установлена памятная доска.
Имя героя носила пионерская дружина Касумкентской средней школы Сулейман-Стальского района Дагестана. Также его имя носит улица в посёлке Семендер.